# Špageti
Špageti su tjestenina tankog i podužeg oblika, otprilike 2 milimetra debljine a 30 centimetara dugačke u nekuhanom stanju.
Špageti (tal. Spaghetti) se uglavnom prodaju u pakiranjima od 500 grama. Pripremaju se kuhanjem u posoljenoj vodi od 5 do 10 minuta.
Špageti se mogu pripremiti i kod kuće: napravi se smjesa od jednog žumanjka, 90 grama krupnog brašna i malo soli, tijesto se valjkom za tijesto razvalja na 1 do 2 milimetra debljine, ostavi da se osuši i onda se siječe nožem ili posebnim strojem.